# Burak Bekdil
Burak Bekdil (Ankara, 1966 – aldaar, 21 oktober 2023) was een Turkse journalist, werkzaam voor de krant Hürriyet.
Bekdil staat bekend als kritisch richting de Turkse premier Recep Tayyip Erdoğan. Eerder al, in 2002 kreeg hij een voorwaardelijke gevangenisstraf van 18 maanden voor het beledigen van de Turkse rechterlijke macht.
In enkele artikelen in 2012 heeft Bekdil Israël verdedigd, uniek voor een journalist uit een islamitisch land.
Bekdil overleed op 57-jarige leeftijd in een ziekenhuis in Ankara.